# مرادآباد (هند)
مرادآباد (هندی: मुरादाबाद، تلفظ در هندی: [mʊɾaːd̪aːbaːd̪]، انگلیسی: Moradabad) در ایالت اوتار پرادش در کشور هند واقع شده‌است.
نام این شهر برگرفته از نام شاهزاده مرادبخش پسر شاه جهان، امپراتور گورکانی هند گرفته شده‌است که در سال ۱۶۰۰ میلادی این شهر را بنیان گذارد.
مرادآباد در ۱۶۷ کیلومتری (۱۰۴ مایل) از پایتخت کشور، دهلی نو، در سواحل رودخانه رام‌گانگا (شاخه‌ای از رود گنگ) واقع شده‌است. این شهر بزرگ‌ترین صادر کننده صنایع دستی در کشور هند است و برای صادرات فلز برنج به آمریکای شمالی، اروپا و سراسر جهان شهرت دارد. از این رو به نام پیتل نگری (هندی: पीतल नगरी، ت.ت. 'شهر برنج') نیز نامیده می‌شود. مرادآباد با جمعیت ۸۰۶٫۷۱۴ نفر، نزدیک به یک میلیون شهروند از اقوام و مذاهب مختلف دارد و طبق سرشماری دولتی سال ۲۰۰۱ به عنوان یکی از چند منطقه دارای اکثریت مسلمان در هند شناخته شده‌است.